# Михановський Володимир Наумович
Володимир Наумович Михановський (нар. 2 жовтня 1931, Харків) — український радянський, пізніше російський письменник-фантаст, поет, перекладач та автор детективів.

## Біографія
Володимир Михановський народився у 1931 році в Харкові. У 1954 році він з відзнакою закінчив фізико-математичний факультет Харківського університету, і з 1954 року викладав у ньому вищу математику і фізику. У 1962 році він переїздить до Москви. Наступного року Михановський опублікував монографію з теоретичної фізики «Електромагнітна дефектоскопія в постійному та змінному полі» (рос. Электромагнитная дефектоскопия в постоянном и переменном поле). З 1963 року Михановський також став членом Союзу письменників СРСР. У 1969 році він паралельно був слухачем курсів при Літературному інституті імені Горького.Володимир Михановський є членом Союзу письменників Росії, Міжнародного ПЕН-клубу, а також академіком Міжнародної академії Енергоінформаційних наук.

## Літературна творчість
Літературну творчість Володимир Михановський розпочав ще в 1948 році публікацією віршованих творів, а в 1958 році надрукована його перша збірка. У 1962 році Михановський побував у гостях у Самуїла Маршака, який, щоправда, досить критично оцінив поетичну творчість вченого-фізика. Паралельно в 1962 році Михановський розпочав публікувати й свої фантастичні твори українською мовою Першим із них стало науково-фантастичне оповідання «Загадка», яке вперше опубліковане в 1962 році в журналі «Знання та праця». У 1963 році виходить перша збірка фантастичних творів Михановського українською мовою «На траверсі Бета Ліри». У 1964 році вийшла друком і перша збірка фантастичних творів Михановського російською мовою «Тайна одной лаборатории». Володимир Михановський написав два науково-фантастичних романи «Кроки в нескінченності» про політ міжзоряного космічного корабля з екіпажем лише з однієї людини та групи біороботів, та «Найтаємничіше вбивство», який можна віднести до жанру фантастичного детективу; також письменник опублікував близько 100 фантастичних повістей та оповідань. У більшості фантастичних творів письменника присутня велика кількість літературних штампів епохи їх написання, і на думку частини літературних критиків, творчість Михановського віддзеркалює в цілому середній рівень радянської фантастики 60—80 років ХХ століття. Одночасно із виданням фантастичних творів Володимир Михановський видав ще кілька збірок поезії. Пізніше, на початку 90-х років ХХ століття, письменник дещо відійшов від фантастичної тематики, і написав кілька книг детективно-пригодницької тематики, зокрема романи «Тіні королівської западини», «Караючий меч», «Гарячі точки на серці». Володимир Михановський також написав кілька творів з історії повітряно-десантних військ. Окрім цього, Михановський переклав на російську мову низку творів казахських, комі, монгольських, туркменських, узбецьких, чуваських, перських, українських та єврейських письменників.

## Нагороди та премії
Володимир Михановський нагороджений трьома золотими медалями Міжнародної федерації космонавтики — імені Корольова в 1979 році, імені Гагаріна в 1983 році та імені Ціолковського в 1985 році. У 1986 році за свою поему «Мікеланджело» Михановський нагороджений італійською Міжнародною літературною премією. У 2006 році за тривалу літературну діяльність у жанрі фантастики Володимир Михановський став лауреатом премії «Місячна веселка».

## Переклади
Твори Володимира Михановського, окрім української та російської мов, перекладені англійською, німецькою, французькою, вірменською та кількома мовами народів Індії. Твори Володимира Михановського казахською мовою переклав відомий казахський письменник-фантаст Абдул-Хамід Мархабаєв.

## Фільмографія
Володимир Михановський написав сценарії до двох короткометражних фільмів «Небезпечні дрібниці» та «Несподіваний фінал».

### Романи
- 1973 — Шаги в бесконечности
- 1991 — Тени Королевской впадины
- 1999 — Самое таинственное убийство
- 2011 — Горячие точки на сердце

### Збірки
- 1958 — Люблю
- 1963 — Прими нас, даль широкая
- 1963 — На траверсі Бета Ліри
- 1964 — Тайна одной лаборатории
- 1967 — Оранжеве серце
- 1979 — Гостиница «Сигма»
- 1980 — Перевал
- 1982 — Свет над тайгой
- 1985 — Гром над степью
- 1987 — Перекресток дальних дорог
- 1989 — Восхождение
- 1992 — Дальние зарницы
- 1995 — Горная тропа
- 1999 — Вера, Надежда, Любовь: Тропинка к богу
- 2010 — Дорога к Пушкину
- 2000 — Карающий меч

### Повісті
- 1964 — Приключения на Аларди
- 1967 — Когда параллели встречаются
- 1968 — Двойник
- 1972 — Фиалка
- 1973 — Стена
- 1974 — Гостиница «Сигма»
- 1974 — Цель и средства
- 1975 — Беглецы
- 1977 — Табор первый
- 1981 — Путь «Каравеллы»
- 1982 — Око вселенной
- 1982 — Эстафета
- 1982 — Прозрение
- 1982 — Погоня
- 1984 — Аполлон
- 1984 — Тилон спартанский
- 1984 — Элы
- 1985 — Джи Джи
- 1987 — Прыжок над бездной
- 1987 — Облако
- 1987 — Находка
- 1989 — Случайные помехи
- 1989 — Осенний звездопад
- 1989 — Операция «Аннамария»
- 1991 — Великий посев
- 1991 — Петля Декарта
- 1992 — Тайна пустыни
- 1992 — Русь крылатая
- 1998 — На острие ножа
- 1999 — Приказано обезвредить…
- 2000 — Звонок в 20 миллионов долларов
- 2000 — Заложника освободить
- 2000 — Операция «Салоники»
- 2003 — Средство против рака
- 2012 — Крылья свободы (у співавторстві з Олегом Тихомировим)